# Tuňák obecný
Tuňák obecný (Thunnus thynnus), také tuňák modroploutvý, je ryba z čeledi makrelovitých rozšířená v Atlantském oceánu, Středozemním a Černém moři a chovaná také v chovech poblíž Japonska. Dosahuje běžně délky 2–2,5 metrů při váze mezi 225 a 250 kg. Tuňák loví menší ryby, a to často i ve velkých hloubkách.
Tuňáci jsou považováni za teplokrevné živočichy (tzv. regionální endotermie), teplota některých částí těla tuňáka obecného může být až o 21 °C vyšší než teplota okolní vody.
Tuňák je jednou z nejběžněji lovených ryb. Ze syrového masa se připravuje japonské jídlo suši. Právě v Japonsku končí 80 % vylovené populace tichomořského tuňáka obecného. Masově je konzumován také v Evropě a Spojených státech.

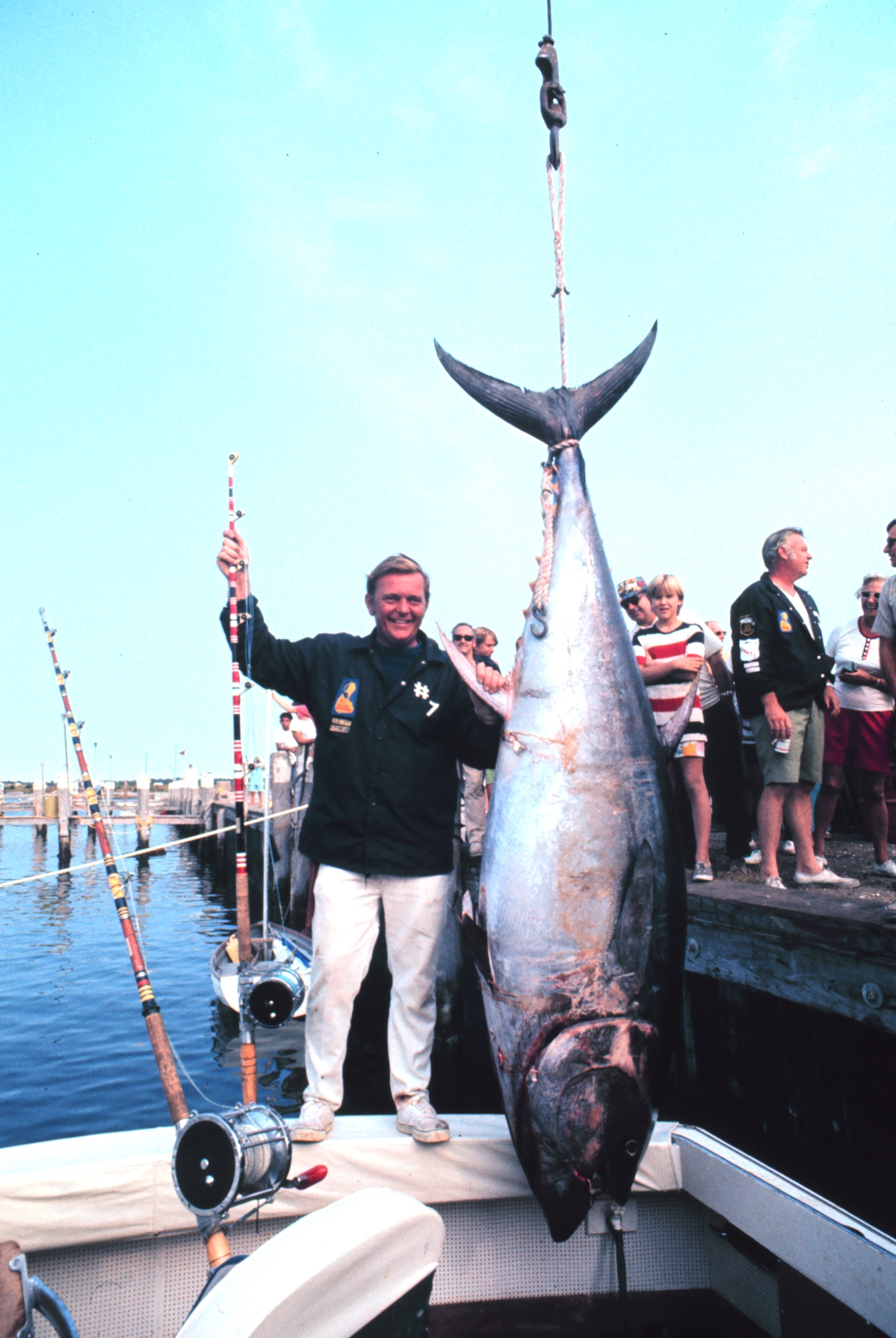
Obrovský tuňák ulovený na rybářských závodech v roce 1971

## Ohrožení tuňáka
Množství ulovených tuňáků se za poslední dekádu zdvojnásobilo, což učinilo z většiny zástupců rodu Tuňák ohrožené druhy. V oblasti Středozemního moře se v důsledku intenzivního lovu ocitl na pokraji vyhubení. V listopadu 2009 Mezinárodní komise pro ochranu tuňáků v Atlantiku (ICCAT) snížila celosvětové kvóty pro lov tuňáka cca o 40 % na 13,5 tisíce tun ročně. V březnu 2010 se však signatářské země CITES nedokázaly dohodnout na ochraně tuňáka. Lobby proti restrikcím je vedena především Japonskem a Libyí. Libyjský lidový sněm však během období plukovníka Kaddáfího odhlasoval, že tuňáci se v zálivu Velká Syrta a na pobřeží Tripolska budou lovit pouze omezeně, takže jich tam byl dostatek. To se změnilo během války v Libyi, kdy nebylo možné hlídat pobřeží, takže rybáři například z Francie tam jezdili dělat masivní výlovy. Existují o tom záznamy z navigačních přístrojů. Populaci Tuňáka ohrožují mj. některé země EU (Itálie, Francie), které již první rok po dohodě o omezení lovu překročily stanovené kvóty. Bezútěšná situace vede některé ekologické organizace k protizákonným akcím namířeným na velkoproducenty pokrmů z tuňáka – naposledy se jejich terčem stala italská a libyjská flotila poblíž severoafrického pobřeží.
Vedle ohrožení ve Středozemním moři prohlásil Mezinárodní svaz ochrany přírody tuňáka obecného ohroženým ve východním Atlantiku a kriticky ohroženým v Atlantiku západním. Průmyslový lov pomocí vakových sítí a longliningu vede kromě devastace populace tuňáka také k vedlejším škodám, protože decimuje ohrožené mořské želvy, ptáky a savce. Také umělý odchov přibližuje druh vyhubení, protože je k němu potřeba odchytit mladé jedince ve volné přírodě, kde pak nedochází k přirozené reprodukci. Navíc k vykrmení jednoho kilogramu tuňáka je zapotřebí dvaceti kilogramů jiných divoce žijících ryb.
Ekologicky šetrným lovem tuňáka je chycení na prut s vlascem nebo pomocí vláčení nástrah (trolling) a to nejlépe tuňáka pruhovaného, který není tolik ohrožen. V Británii se některé obchodní řetězce dostaly pod tlak konzumentů, aby řádně lovené tuňáky označily na obalu výrobku. Ani tyto ekologické aktivity však dosud nebyly zcela úspěšné.

## Ochrana tuňáka
V červnu 2010 přijala Evropská komise zákaz lov tuňáků ve východním Atlantiku a Středozemním moři na jednu sezónu.
Tímto způsobem reguloval, tedy před občanskou válkou v Libyi, i libyjský lidový sněm.